# (1568) Aisleen
(1568) Aisleen – planetoida z pasa głównego asteroid okrążająca Słońce w ciągu 3 lat i 223 dni w średniej odległości 2,35 au. Została odkryta 21 sierpnia 1946 roku w Union Observatory w Johannesburgu przez Ernesta Johnsona. Nazwa planetoidy pochodzi od imienia żony odkrywcy. Przed jej nadaniem planetoida nosiła oznaczenie tymczasowe (1568) 1946 QB.